# Szeplőtelen fogantatás székesegyház (Pucallpa)
A Szeplőtelen fogantatás székesegyház a perui Pucallpa városának legfontosabb temploma, a Pucallpai apostoli vikariátus központja.

## Leírás
A modern stílusú, 2006 decemberében felszentelt templom Pucallpa belvárosában, a Plaza de Armas nevű főtér délnyugati sarkánál helyezkedik el, az Ucayali folyótól körülbelül 600 méter távolságra. Építéséhez helyi fákat és Spanyolországból érkezett porcelánelemeket is felhasználtak.
Főhomlokzatát egymásba ágyazott, a gótikus stílusra emlékeztető csúcsíves alakzatok alkotják, míg alagútszerű oldalfalait 1375 darab, rézből és alumíniumból készült cserép borítja, amelyektől kinézete a buritipálma gyümölcsének külsejéhez hasonlít. A hajó 8 boltívét a chacasi Don Basco nevű kézművesszövetkezet készítette. A főkaput fából faragott domborművek díszítik: ezek Jézust, tanítványait és Máriát ábrázolják. A főoltáron egy 6 méteres kereszt található, Krisztus-szobrának tömege eléri az egy tonnát. Az épület különálló harangtornya 34 méter magas, benne három, Olaszországból hozott harangot helyeztek el.

## Képek

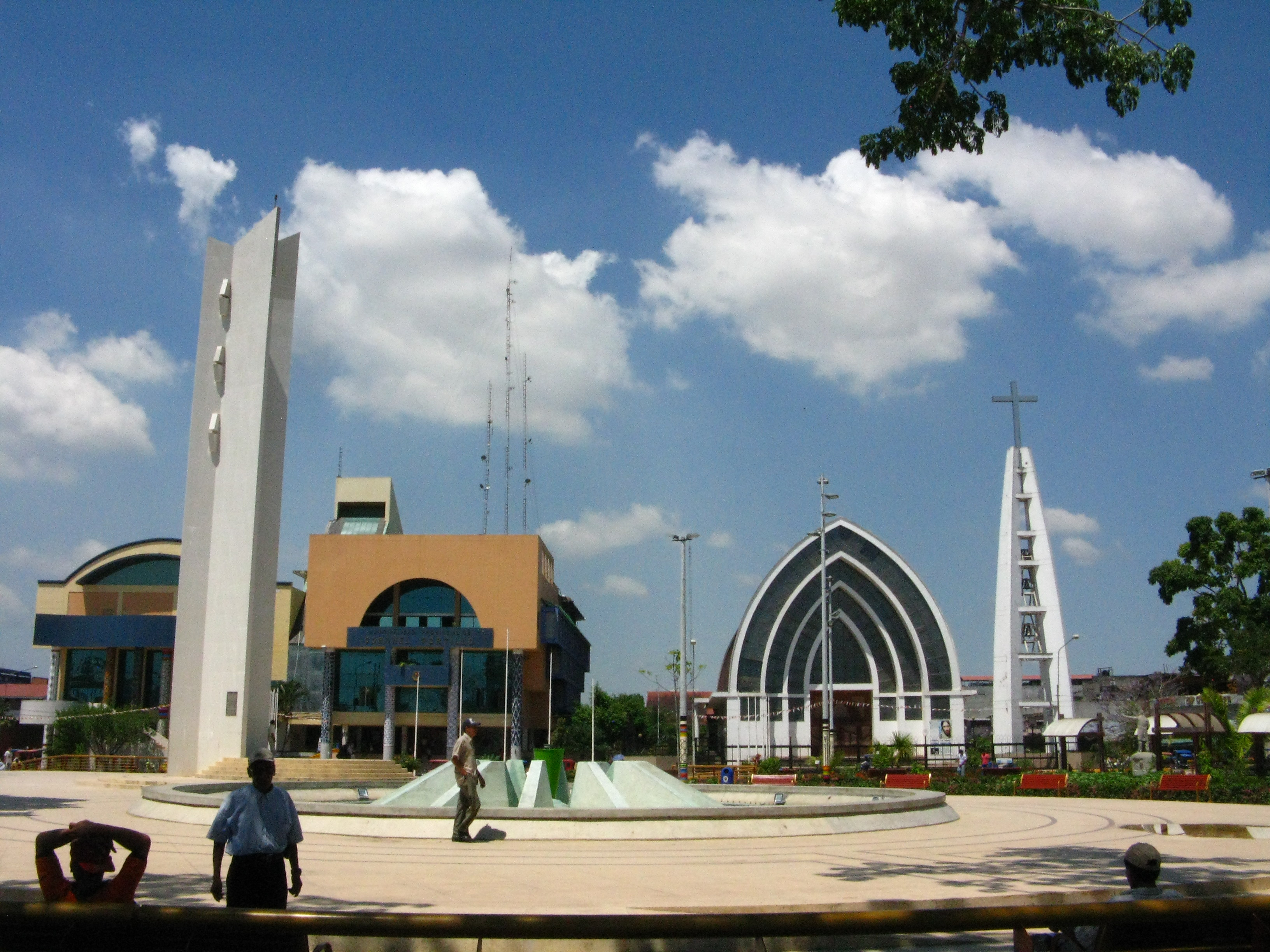
A Plaza de Armas tér a székesegyházzal
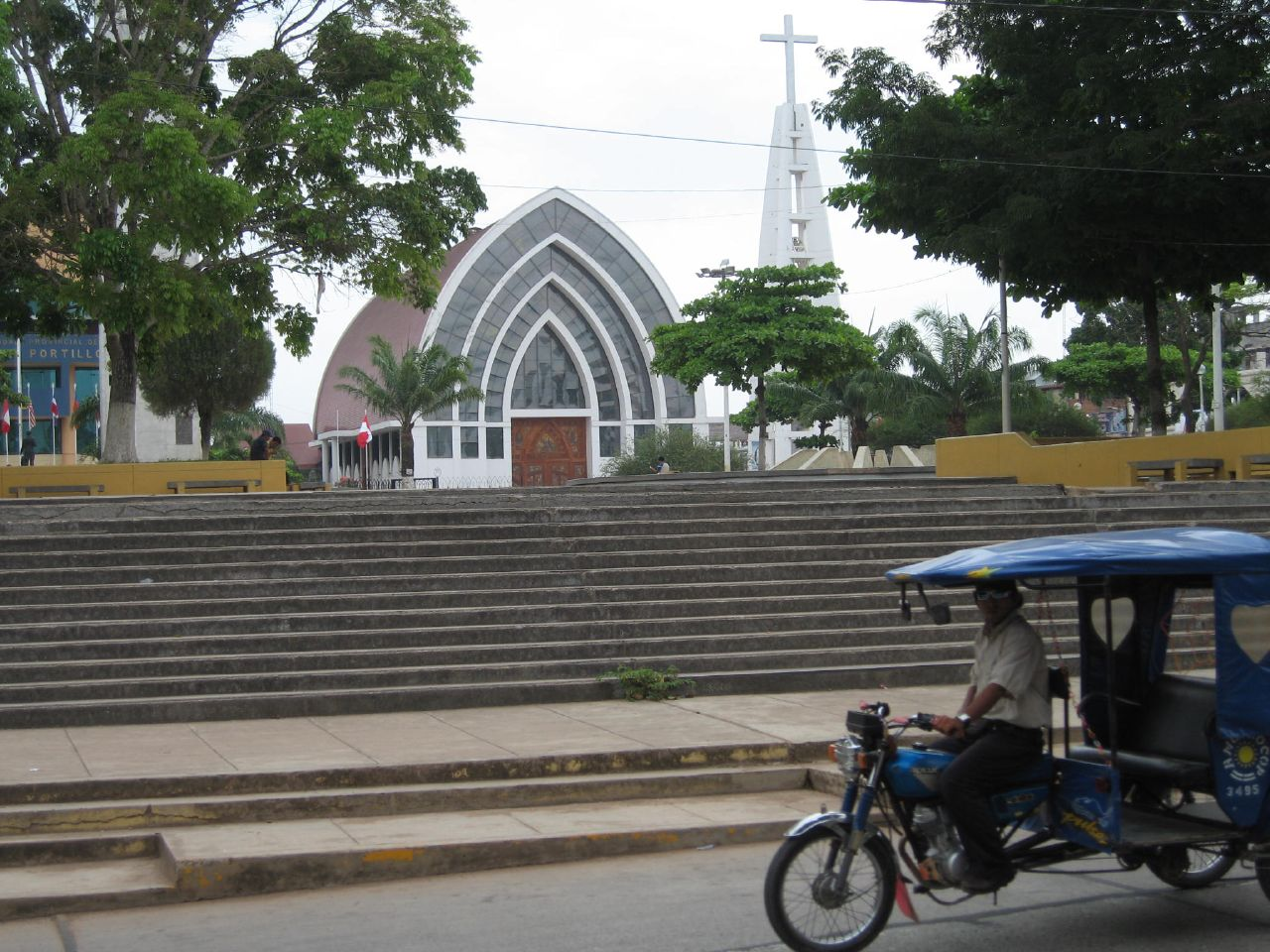
Az épület látképe
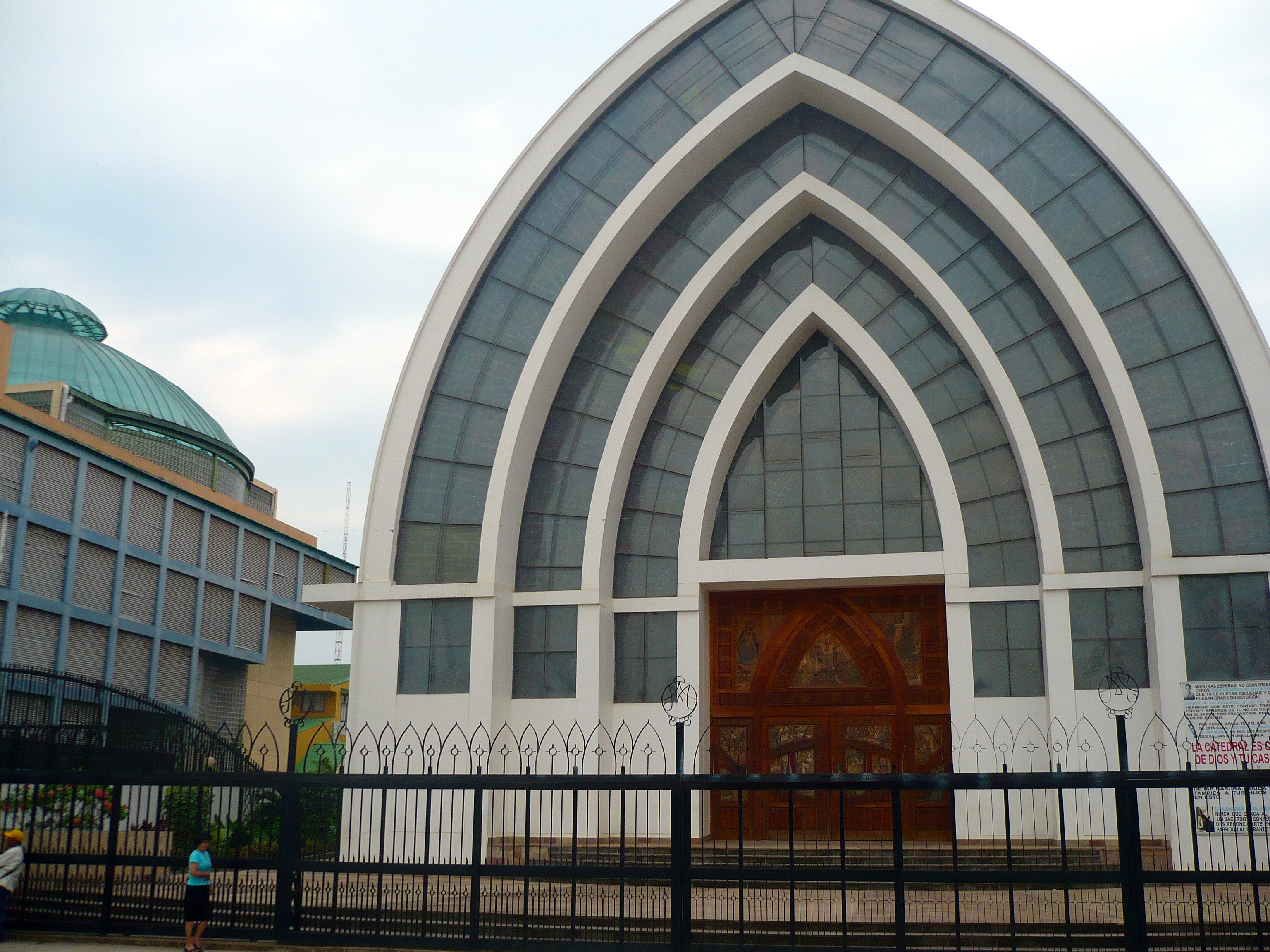
Közeli felvétel
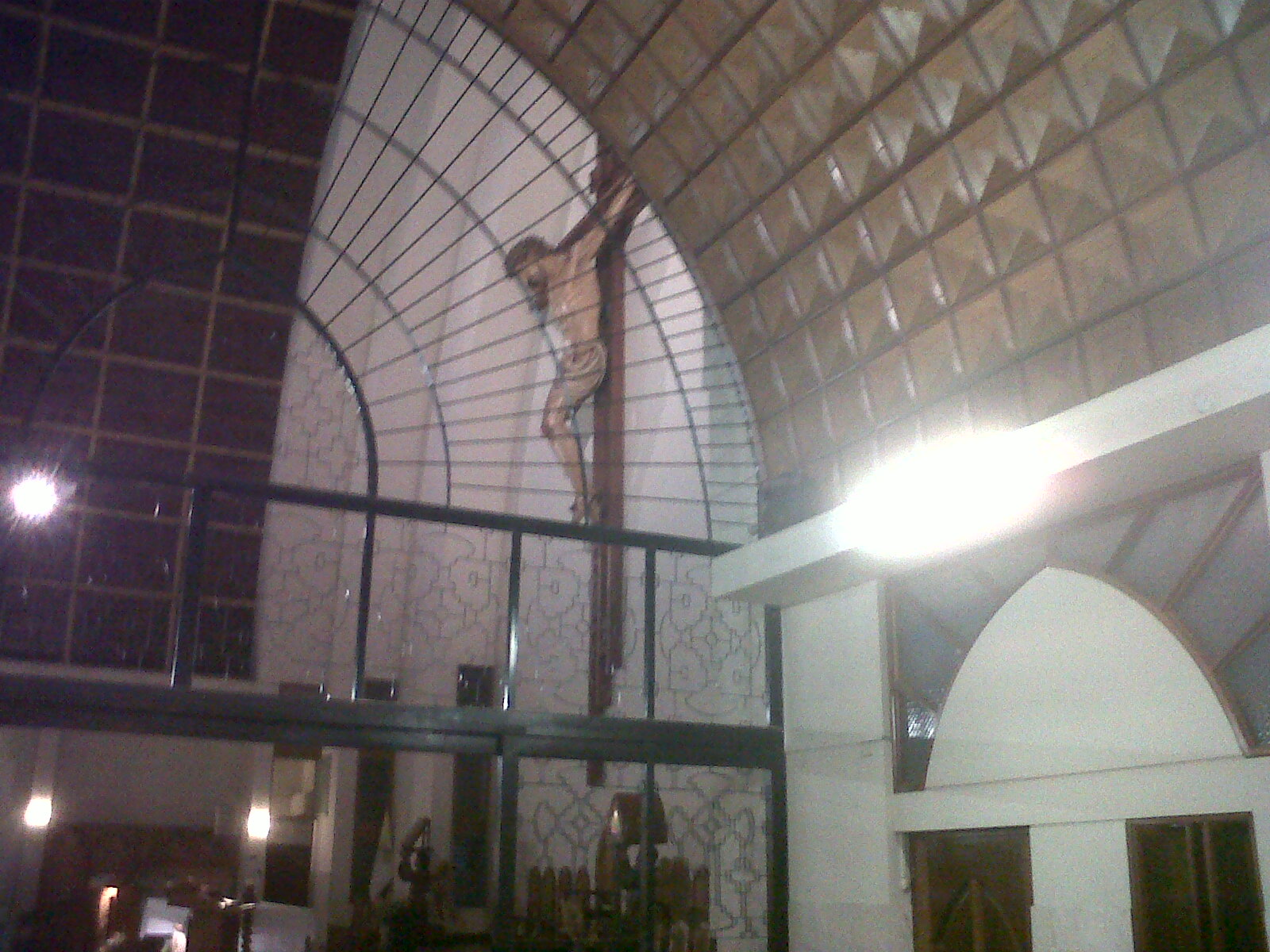
Belső kép